# Affalterbach (Pfaffenhofen an der Ilm)

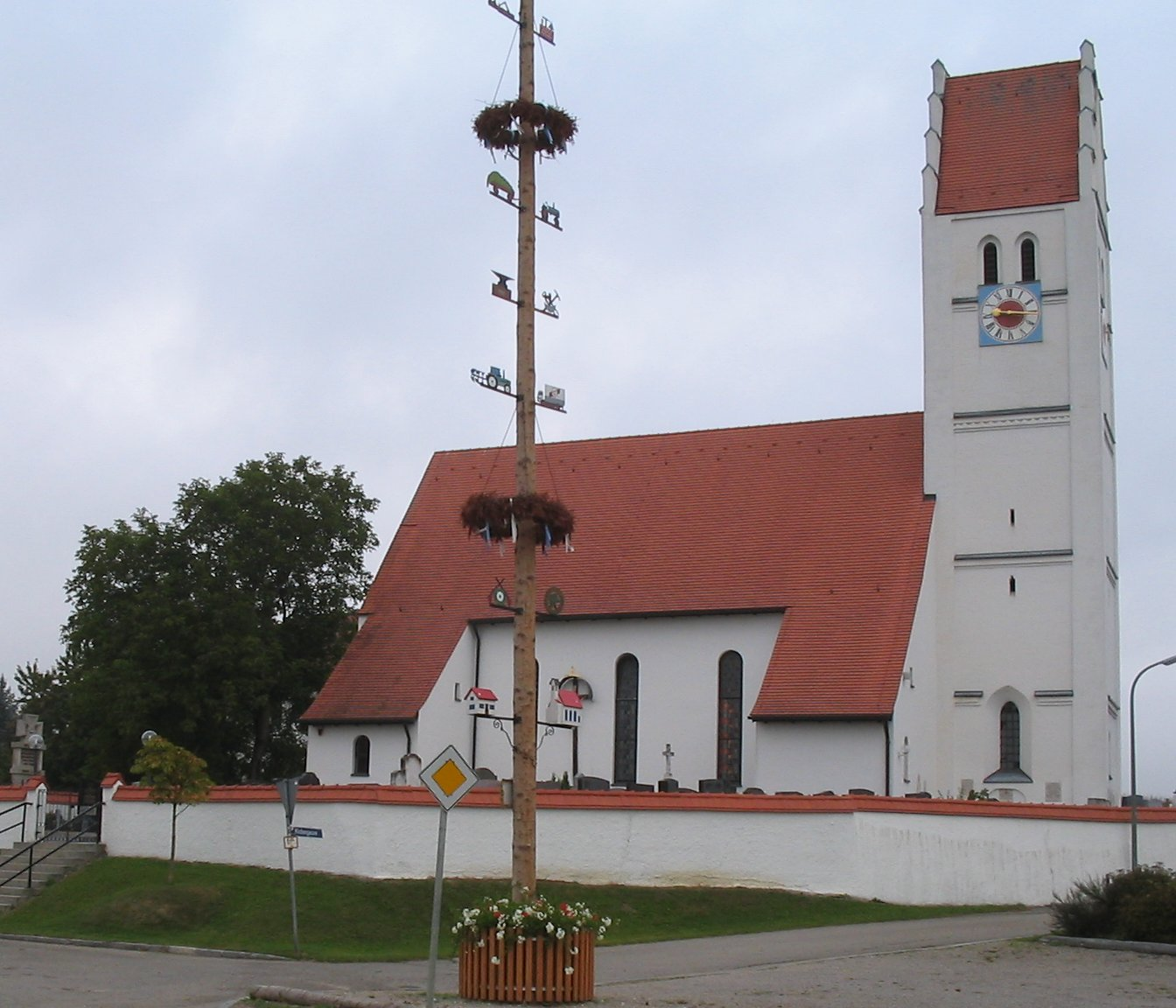
Kirche St. Michael

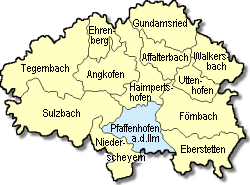
Eingemeindungen nach Pfaffenhofen an der Ilm in der Gebietsreform

Affalterbach ist ein Ortsteil der oberbayerischen Kreisstadt Pfaffenhofen an der Ilm. 

## Geographische Lage
Affalterbach liegt circa fünf Kilometer nordöstlich der Stadt am linken Ufer der Ilm in der Flussaue und auf den untersten Talhängen.

## Etymologie
Das Pfarrdorf wird erstmals im Jahr 755 als Affoltrabach erwähnt, der Name bedeutet „Apfelbaumbach“. Eine Adelsfamilie gleichen Namens ist schon 1140 nachgewiesen.

## Geschichte
Die 1818 mit dem zweiten bayerischen Gemeindeedikt begründete Gemeinde Affalterbach wurde mit seinen weiteren Ortsteilen Bachappen und Siebeneichmühle am 1. Juli 1972 (Gemeindegebietsreform) ein Stadtteil von Pfaffenhofen.

## Sehenswürdigkeiten
- Pfarrkirche St. Michael
- Burgstall Affalterbach

Siehe auch: Liste der Baudenkmäler in Pfaffenhofen an der Ilm#Weitere Ortsteile